# Долматово (Северо-Казахстанская область)
Долматово (каз. Долматово) — село в Кызылжарском районе Северо-Казахстанской области Казахстана. Входит в состав Берёзовского сельского округа. Код КАТО — 595037700

## История
Основано в 1758 г. В 1938—1996 гг. — центральная усадьба зерноколхоза «Путь Ленина». До 2013 года село являлось административным центром упразднённого Долматовского сельского округа.

## Население
В 1999 году население села составляло 555 человек (279 мужчин и 276 женщин). По данным переписи 2024 года в селе проживало 295 человек .